# Joaquim Costa
Joaquim Costa Puig (Badalona, 30 de octubre de 1957) es un exjugador y entrenador de baloncesto español que desarrolló su carrera en los años 70 y 80. Con una altura de 1,84 metros jugaba en la posición de base. 

## Carrera deportiva
Destacó por su juego rápido y por su gran capacidad defensiva, siendo elegido en dos ocasiones el mejor defensor de la Liga ACB. Disfrutó de sus mejores éxitos deportivos defendiendo la camiseta del F. C. Barcelona, club en el que militó en dos etapas diferentes, y en el que consiguió ganar una Copa Korac, cinco Ligas ACB y tres Copas del Rey, entre otros títulos. Fue 71 veces internacional con la selección de baloncesto de España.
Como técnico ha sido primer entrenador del Valvi Girona, Lucentum Alicante, CB Ciudad de Huelva y CB Peñas Huesca. Además colaboró con el técnico Aíto García Reneses en el F. C. Barcelona y fue su ayudante en la Selección Española que consiguió la medalla de plata en los Juegos Olímpicos de Pekín.

## Trayectoria

### Como jugador
- Círcol Catòlic de Badalona: 1974-1976.
- Cotonificio Badalona: 1976-1982.
- F. C. Barcelona: 1982-1983.
- Licor 43 Santa Coloma: 1983-1986.
- F. C. Barcelona: 1986-1990.
- Valvi Girona: 1990-1992.
- Joventut de Badalona: 1996-1997 (2 partidos)

### Como entrenador
- 1994-1995: Fútbol Club Barcelona (Ayudante de Aíto García Reneses)
- 1995-1996: Valvi Girona
- 1996-1997: CB Sant Josep
- 1997-1998: Fútbol Club Barcelona - Junior A
- 1999-2001: Fútbol Club Barcelona (Ayudante de Aíto García Reneses)
- 2006-2007: CB Ciudad de Huelva
- 2007-2008: CB Lucentum Alicante
- 2008:  Selección de Baloncesto de España (Ayudante de Aíto García Reneses)
- 2008-2011: Unicaja Málaga (Ayudante de Aíto García Reneses)
- 2012-2016: Club Baloncesto Peñas Huesca
- 2017-2019: Bàsquet Girona

## Títulos

### Internacionales de selección
- 1 Medalla de Bronce en el Eurobasket Junior de Santiago de Compostela de 1976, con la selección española junior.

### Internacionales de club
- Copa Korac (1987)

### Nacionales de club
- 5x Liga ACB (1983, 1987, 1988, 1989, 1990)
- 3x Copa del Rey (1983, 1987, 1988)
- Copa Príncipe de Asturias de baloncesto (1987-1988)

### Consideraciones personales
- Elegido "Mejor Defensor" de las temporadas 1988-1989 y 1989-1990, por la revista "Gigantes del Basket".